# Gare des Cabrils
Gare des Cabrils vasútállomás Franciaországban, Roqueredonde településen.

## Vasútvonalak
Az állomást az alábbi vasútvonalak érintik:
- Béziers-Neussargues-vasútvonal

## Kapcsolódó állomások
A vasútállomáshoz az alábbi állomások vannak a legközelebb:
- Gare de Lunas
- Gare de Ceilhes - Roqueredonde